# Federação Mineira de Rugby
A Federação Mineira de Rugby é a entidade regulamentadora da prática do rugby no estado brasileiro de Minas Gerais, fundada em 2009.

## História do rugby em Minas
O rugby em Minas Gerais teve início principalmente através das práticas do esporte nas universidades do estado. Em 1988 surgiu o UFV Rugby time da Universidade Federal de Viçosa que chegou a participar do Campeonato Brasileiro de Rugby de 1993, este time encerrou sua atividades em 1998, mas retomou suas atividades em 2013 após interesses de novos alunos. Mais tarde na cidade de Varginha surgia no ano de 1998 o Minas Rugby que chegou a participar do Campeonato Brasileiro de Rugby Série B, mas logo veio há ter suas atividades encerradas após uma divisão do clube, que em 2001 daria origem ao Varginha Rugby Clube clube que se tornou campeão em 2002 do Campeonato Brasileiro de Rugby Série B, e no ano seguinte, em 2003 obteve o direito de participar do Campeonato Brasileiro de Rugby.
Com a ausência de uma entidade que regulamentasse a prática do esporte no estado, algumas equipes participavam de campeonatos em outros estados, a exemplo do Belo Horizonte Rugby Clube, que disputou o Campeonato Fluminense de Rugby como convidado entre 2006 e 2008. O time de Belo Horizonte também se destacou no cenário do esporte, vencendo por duas vezes a Copa do Brasil de Rugby em 2007 e 2009.

## A Federação
Em 2009 é fundada oficialmente a Federação Mineira de Rugby, resultado da colaboração de atletas e seguidores da modalidade. A federação nasceu com a meta de realizar o Campeonato Mineiro de Rugby que teve início em maio de 2010 e participação de seis equipes divididas em dois grupos. No mesmo ano a entidade criou também o Campeonato Mineiro de Rugby Sevens. No ano de 2012 a federação cria o Campeonato Mineiro de Rugby 2ª Divisão.